# Stanisław Pudłowski
Stanisław Pudłowski (ur. przed 23 marca 1597 w Krakowie, zm. 22 maja 1645 tamże) – profesor prawa Uniwersytetu Krakowskiego, matematyk i fizyk.

## Życiorys
Pochodził z bogatej krakowskiej rodziny mieszczańskiej, był synem kuśnierza Stanisława i jego żony Jadwigi Honoraty. Studia na Akademii Krakowskiej podjął 12 maja 1612, stopień bakałarza uzyskał w 1614, a doktorem filozofii w 1618. Jako bakałarz w latach 1615–1617 prowadził na Wydziale Filozoficznym wykłady z retoryki i kalendarza gregoriańskiego. W 1619 podjął w Krakowie studia prawnicze, które kontynuował w latach 1622–1625 w Rzymie 25 stycznia 1625 uzyskując doktorat obojga praw. Do Krakowa powrócił w 1627 i został oddelegowany do pracy w Akademii Lubrańskiego w Poznaniu, gdzie wykładał do 1632. 18 czerwca 1632 został profesorem prawa cywilnego i kanonicznego, doktorat nostryfikował 19 grudnia 1634. W 1632 wraz z Janem Brożkiem reprezentował interesy uczelni na sejmie warszawskim w sporze z jezuitami. W 1633 w Rzymie uzyskał od papieża Urbana VIII zakaz prowadzenia szkół publicznych przez jezuitów Krakowie. W 1635 został prepozytem w kościele św. Mikołaja. W budynkach probostwa urządził pracownię fizyczną i prywatne obserwatorium astronomiczne. Był pierwszym matematykiem, który proponował oparcie jednostek miar na zjawiskach fizycznych i wymiarach Ziemi. Razem z Tytusem Liwiuszem Boratinim proponował oprzeć miarę długości na zjawisku wahadła matematycznego, jednostka miała nosić nazwę metra katolickiego. W 1638 został dziekanem Wydziału Prawa. W semestrze zimowym 1640 został wybrany na urząd rektora Akademii Krakowskiej w 1642 został podkanclerzym uczelni. Od 1643 zasiadał w synodalnej komisji egzaminacyjnej. Zmarł w Krakowie po krótkiej chorobie i został pochowany w kościele Św. Mikołaja, gdzie egzekutorzy testamentu wznieśli mu niezachowany do dziś nagrobek z epitafium. Zgromadził jeden z największych i najcenniejszych księgozbiorów w XVII wieku niestety uległ on zniszczeniu i rozproszeniu. Pozostawił także szereg prac przygotowanych do druku, które jednak wskutek zaniedbań egzekutorów testamentu uległy całkowitej zatracie lub spłonęły w 1719 w wielkim pożarze Collegium Iuridicum. W testamencie pozostawił legaty dla kościoła św. Mikołaja, kościoła św. Marii Magdaleny oraz ufundował altarię w Kościele Mariackim.